# Domingo Martínez Echartea
José Domingo Martín de la Purificación Martínez Echartea (Monterrey, Nuevo León, 1 de febrero de 1844 - ibídem, 1894) fue un médico y político mexicano que fue alcalde de Monterrey en 1876 y 1877.
Nació en Monterrey, Nuevo León, el 1 de febrero de 1844 siendo hijo del Lic. Domingo Martínez, quien fue varias veces gobernador del Estado de Nuevo León, y de doña María Teresa Echartea. Hizo la carrera de medicina en la Escuela de Medicina de Nuevo León, y fue catedrático de las materias de química y farmacia del Colegio Civil desde 1877, habiendo pertenecido a la primera generación de médicos graduados de dicho plantel. Ese mismo año fue alcalde de Monterrey; durante su administración se fundó la Bótica del Refugio, situada en lo que hoy en día es la calle Mariano Escobedo, frente a la Plaza Hidalgo. También se llevó a cabo el fusilamiento del general Julián Quiroga, hallado culpable por el delito de rebelión. Contrajo matrimonio en 1873 con Rosa Sofía Guzmán Guzmán.
Murió en Monterrey el 28 de junio de 1894. Fue sepultado en el Panteón del Carmen.